# Association for Women in Science
L' Association pour les femmes en sciences (Association for Women in Science, AWIS) a été fondée en 1971 et vise à lutter contre la discrimination dans l'emploi, les bas salaires et l'isolement professionnel. Les principaux domaines que l'Association moderne aborde sont la rémunération équitable, l'intégration travail-vie personnelle, l'attrition[Quoi ?] et le développement professionnel,.

## Histoire
L'AWIS a été fondée en 1971 lors de la réunion annuelle de la Fédération des sociétés américaines pour la biologie expérimentale (en) (FASEB), après une série de brunchs organisés par un caucus informel de femmes. Après avoir établi un directeur exécutif et un bureau à Washington, des chapitres ont été organisés à travers le pays pour les membres individuels. Ses coprésidentes fondatrices étaient Neena Schwartz (en) et Judith Pool (en),. Avec d'autres femmes dans les associations scientifiques, une des premières actions de l'AWIS a consisté à lancer un recours collectif contre les National Institutes of Health (NIH) en réponse à une faible représentation dans les comités d'examen des subventions des NIH. Le procès a été abandonné après que des représentants des groupes, dont Schwartz, ont rencontré Robert Marsten, alors chef du NIH, qui a sollicité des recommandations et s'est engagé à nommer plus de femmes. Les premiers projets comprennent la création de la Fondation AWIS pour l'éducation (maintenant connue sous le nom de Prix de l'éducation, les Educational Awards) pour recevoir des dons et attribuer des bourses. En 1997, l'AWIS a remporté le prix du mentorat des présidents.

## Organisation
À partir de 2015, la directrice exécutive d'AWIS était Janet Bandows Koster et la présidente du conseil était Ann Lee-Karlon. 

## Activités et publications
Les activités de l'AWIS comprennent le plaidoyer public, la distribution de nouvelles et de médias et des programmes éducatifs tels que des programmes de mentorat et des bourses d'études. L'AWIS publie une variété de documents pour informer les femmes sur les programmes scientifiques et les problèmes des femmes, y compris le magazine trimestriel AWIS Magazine et l'infolettre AWIS in Action! (Bulletin de plaidoyer et de politique publique).

## Charte
Représentant les 7,4 millions de femmes travaillant dans les STIM, les membres de l'AWIS sont des professionnels et des étudiantes dans divers domaines des STIM. Plus de 50% des membres de l'AWIS sont titulaires d'un doctorat dans leurs domaines respectifs. 
L'AWIS compte 49 sections aux États-Unis, qui soutiennent le réseautage local et le mentorat, ainsi que la sensibilisation des jeunes femmes envisageant une carrière dans les STIM.

## Coalitions et organisations partenaires
- Coalition pour l'éducation STIM
- Coalition nationale pour les femmes et les filles dans l'éducation (NCWGE)
- Association américaine des femmes universitaires (AAUW)
- Société des femmes ingénieures (SWE)
- Société des ingénieurs professionnels hispaniques (en) (SHPE)

## Membres notables
- Carol Greider (Prix Nobel 2009 « pour la découverte de la protection des chromosomes par les télomères et l'enzyme télomérase »)
- Phoebe Leboy (en) (Présidente 2008–2009)
- Lydia Villa-Komaroff (en) (biologiste moléculaire et cellulaire)
- Marion Webster, biochimiste qui a été présidente d'AWIS
- Jane Maienschein